# HC Rjazaň
HC Rjazaň (ru: ХК Рязань) je hokejový klub z Rjazaně, který hraje Ruskou ligu ledního hokeje (2. liga po Kontinentální hokejové lize) v Rusku.

## Bývalé názvy
- 1955–1958:Komando Rjazaň
- 1958–1959:Trud Rjazaň
- 1959–1962:Krasnoj Snamje Rjazaň
- 1962–1962:Rjaselmašin Rjazaň
- 1963–1965:Chimik Rjazaň
- 1965–1968:Spartak Rjazaň
- 1968–1990:Stankostrojitel Rjazaň
- 1990–2000:Vjatitš Rjazaň
- 2000– :HC Rjazaň